# Miss Slovenije 2014
Miss Slovenije 2014 je bilo lepotno tekmovanje, ki je potekalo 11. septembra 2014  na kopališču Atlantis v Ljubljani.
Organizirala ga je Jelka Verk, prvič po ločitvi od Igorja Šajna (bila sta še skupna lastnika licence). Voditeljica je bila Jerneja P. Zhembrovskyy.
Miss interneta so izbrali prek Faceboka in uradne spletne strani.

## Finale
- Zmagovalka, Model Atlantisa in miss osebnosti Julija Bizjak, 20 let, Lesce
- 1. spremljevalka in miss talent Anja Mihelič, 21 let, Domžale
- 2. spremljevalka in miss Slovenskih novic Anja Kragelj, 20 let, Štore
- Miss revije Nova Anja Jenko, 20 let, Ilirska Bistrica
- Miss TV3 Medias in miss interneta Katja Mihelčič, 21 let, Lukovica

Vir

### Žirija
Sestavljali so jo Iris Mulej (miss Slovenije 2006), Angelca Likovič, Miha Rakar (Atlantis) in Maja Cotič (miss Slovenije 2013).

### Glasbeniki
Nastopili so Matjaž Zupan, Rok'n'Band, Damiano Roi, Vladimir Čadež, Julija Kramar in Brigita Šuler.

### Sponzorji
Tekmovalke so v treh izhodih predstavile obleke oblikovalk Mirjam Bernarde Varga in Jerneje Podbevšek Zhembrovskyy, kopalke Nancy Beachwear in nakit Perla.

### Gostje
Med gledalci so bili Damjan Murko, Iryna Osypenko Nemec, Challe Salle in Jinny Ribič s partnerjem, novinarjem Filipom Kocijančičem. Slednji je po podelitvi umrl v prometni nesreči.

## Miss sveta 2014
Svetovni izbor je bil 14. decembra v Londonu. Bizjakova se je tam predstavila v obleki Jerneje Podbevšek Zhembrovskyy.